# Општина Александру Чел Бун (Њамц)
Александру Чел Бун (рум. Alexandru Cel Bun) општина је у Румунији у округу Њамц.
Oпштина се налази на надморској висини од 345 m.